# Julie LaRoche
Pour les articles homonymes, voir LaRoche.
 (février 2025).
La mise en forme du texte ne suit pas les recommandations de Wikipédia : il faut le « wikifier ».
Les points d'amélioration suivants sont les cas les plus fréquents. Le détail des points à revoir est peut-être précisé sur la page de discussion.
- Les titres sont pré-formatés par le logiciel. Ils ne sont ni en capitales, ni en gras.
- Le texte ne doit pas être écrit en capitales (les noms de famille non plus), ni en gras, ni en italique, ni en « petit »…
- Le gras n'est utilisé que pour surligner le titre de l'article dans l'introduction, une seule fois.
- L'italique est rarement utilisé : mots en langue étrangère, titres d'œuvres, noms de bateaux, etc.
- Les citations ne sont pas en italique mais en corps de texte normal. Elles sont entourées par des guillemets français : « et ».
- Les listes à puces sont à éviter, des paragraphes rédigés étant largement préférés. Les tableaux sont à réserver à la présentation de données structurées (résultats, etc.).
- Les appels de note de bas de page (petits chiffres en exposant, introduits par l'outil «  Source ») sont à placer entre la fin de phrase et le point final[comme ça].
- Les liens internes (vers d'autres articles de Wikipédia) sont à choisir avec parcimonie. Créez des liens vers des articles approfondissant le sujet. Les termes génériques sans rapport avec le sujet sont à éviter, ainsi que les répétitions de liens vers un même terme.
- Les liens externes sont à placer uniquement dans une section « Liens externes », à la fin de l'article. Ces liens sont à choisir avec parcimonie suivant les règles définies. Si un lien sert de source à l'article, son insertion dans le texte est à faire par les notes de bas de page.
- La présentation des références doit suivre les conventions bibliographiques. Il est recommandé d'utiliser les modèles {{Ouvrage}}, {{Chapitre}}, {{Article}}, {{Lien web}} et/ou {{Bibliographie}}. Le mode d'édition visuel peut mettre en forme automatiquement les références.
- Insérer une infobox (cadre d'informations à droite) n'est pas obligatoire pour parachever la mise en page.

Pour une aide détaillée, merci de consulter Aide:Wikification.
Si vous pensez que ces points ont été résolus, vous pouvez retirer ce bandeau et améliorer la mise en forme d'un autre article.
 (février 2025).
Julie LaRoche, PhD (née en 1957) est une biologiste marine canadienne. Elle est titulaire d’une chaire de recherche du Canada de niveau 1 en génomique et biogéochimie microbiennes marines à l’Université Dalhousie.

## Biographie

### Jeunesse et éducation
Julie LaRoche est née au Québec, Canada, en 1957. Elle a obtenu son baccalauréat en biologie de l'Université McGill et son doctorat en océanographie biologique de l'Université Dalhousie. Alors qu'elle travaillait sur son doctorat à Dalhousie, elle a rencontré son futur mari, Douglas Wallace.

### Carrière
Après avoir terminé ses études à l'Université Dalhousie, LaRoche a mené des recherches au Laboratoire national de Brookhaven (BNL). Là-bas, LaRoche a copublié Flavodoxin expression as an indicator of iron limitation in marine diatoms [en français : « L'expression de la flavodoxine comme indicateur de la limitation en fer chez les diatomées marines »] avec Helen Murray-Tobin, ce qui leur a valu le prix Luigi Provasoli de la Phycological Society of America pour l'article de recherche le plus remarquable publié dans le Journal of Phycology [french: Journal de phycologie]. En 1998, LaRoche a accepté un poste à l'Université de Kiel, en Allemagne, comme professeur à leur institut d'océanographie.
Julie LaRoche et son mari sont demeurés en Allemagne jusqu'en 2010, date à laquelle ils ont tous deux accepté un poste dans leur alma mater, Dalhousie. La chercheuse a été nommée titulaire d'une chaire de recherche du Canada de niveau 1 en génomique et biogéochimie microbiennes marines. Son mari a été nommé titulaire de la chaire d'excellence en recherche du Canada de l'Université Dalhousie.
Dès lors, elle a formé un laboratoire pour étudier la manière dont le changement climatique mondial affecte les microbes marins et les processus biochimiques. Son laboratoire s'intéresse notamment à l'impact de l'augmentation de la température et de la diminution du pH sur le phytoplancton et les bactéries marines. En 2016, elle a reçu un financement de 149 900 $ pour son projet de recherche sur le plancton, ce qui lui a permis d'acheter un microscope holographique pour un navire commercial qu'elle utilise pour étudier la station de forage Deep Panuke. Auparavant, les analyses d'échantillons d'eau de son équipe étaient limitées à deux fois par année, jusqu'à ce que la société Atlantic Canadian leur fournisse un accès gratuit à bord du navire Atlantic Condor. L'année suivante, elle s'est associée à Canada C3, une expédition de 150 jours le long des côtes de l'Atlantique, de l'Arctique et du Pacifique, pour collecter et partager des données.
En 2019, son titre de titulaire de chaire de recherche du Canada a été renouvelé.
À ce jour, Julie LaRoche a collaboré à plus de 170 publications scientifiques qui ont été citées plus de 30 000 fois, ce qui lui a valu un indice h de 70.

## Sélection de publications
(février 2025).
- A mesoscale phytoplankton bloom in the polar Southern Ocean stimulated by iron fertilization. Philip W Boyd, Andrew J Watson, Cliff S Law, Edward R Abraham, Thomas Trull, Rob Murdoch, Dorothee CE Bakker, Andrew R Bowie, KO Buesseler, Hoe Chang, Matthew Charette, Peter Croot, Ken Downing, Russell Frew, Mark Gall, Mark Hadfield, Julie Hall, Mike Harvey, Greg Jameson, Julie LaRoche, Malcolm Liddicoat, Roger Ling, Maria T Maldonado, R Michael McKay, Scott Nodder, Stu Pickmere, Rick Pridmore, Steve Rintoul, Karl Safi, Philip Sutton, Robert Strzepek, Kim Tanneberger, Suzanne Turner, Anya Waite, John Zeldis. Nature. 2000[11].
- Redfield revisited: variability of C [ratio] N [ratio] P in marine microalgae and its biochemical basis. Richard J Geider and Julie La Roche. 2002/2. European Journal of Phycology.
- Global iron connections between desert dust, ocean biogeochemistry, and climate. TD Jickells, ZS An, Katrine K Andersen, AR Baker, G Bergametti, Nick Brooks, JJ Cao, PW Boyd, RA Duce, KA Hunter, H Kawahata, N l Kubilay, J laRoche, PS Liss, N Mahowald, JM Prospero, AJ Ridgwell, I and Tegen, R Torres. Science. 2005[12].
- Processes and patterns of oceanic nutrient limitation. CM Moore, MM Mills, KR Arrigo, I Berman-Frank, L Bopp, PW Boyd, ED Galbraith, RJ Geider, C Guieu, SL Jaccard, TD Jickells, Julie La Roche, TM Lenton, NM Mahowald, E Marañón, I Marinov, JK Moore, T Nakatsuka, Andreas Oschlies, MA Saito, TF Thingstad, A Tsuda, and O Ulloa. Nature Geoscience. 2013[13].
- A communal catalogue reveals Earth’s multiscale microbial diversity. Nature. 2017[14].